# Leichtathletik-Länderkampf der Frauen 1957 Tschechoslowakei – BR Deutschland
| 13. Leichtathletik-Länderkampf mit bundesdeutscher Beteiligung 1957 | 13. Leichtathletik-Länderkampf mit bundesdeutscher Beteiligung 1957 |               |
| ------------------------------------------------------------------- | ------------------------------------------------------------------- | ------------- |
|                                                                     |                                                                     |               |
| Ländervergleich der Frauen: Tschechoslowakei – BR Deutschland       |                                                                     |               |
| Austragungsort                                                      | Gottwaldow                                                          |               |
| Wettbewerbe                                                         | 10                                                                  |               |
| Datum                                                               | 22. September 1957                                                  |               |
| 1. FRG 2. CSK                                                       | 63 Punkte 43 Punkte                                                 |               |
| Chronik                                                             |                                                                     |               |
| ← FRG-CSK (M)                                                       | FRG-FRA (M) →                                                       | FRG-FRA (M) → |

Im dreizehnten Vergleich des Länderkampfjahres 1957 gab es wie am Wochenende zuvor gegen Großbritannien einen parallelen Vergleich der Männer und Frauen gegen denselben Gegner, der nun die Tschechoslowakei war. Die Frauen traten am 22. September im tschechoslowakischen Gottwaldow an. Es war das zweite Aufeinandertreffen dieser beiden Länder in einem Frauenländerkampf, den ersten Vergleich hatten Deutschlands Leichtathletinnen für sich entschieden. Die Männer trugen ihre Begegnung am 21./22. September in Berlin aus.

## Wettbewerbe und Modus
Ausgetragen wurden wiederum die in Frauenländerkämpfen üblichen zehn Disziplinen. Damit waren alle damaligen olympischen Frauenwettbewerbe vertreten, hinzu kam außerdem ein Rennen über 800 Meter – ein Wettbewerb der 1960 auch wieder olympisch wurde. Gewertet wurde in den Einzeldisziplinen nach dem Standardsystem, in der Staffel mit fünf zu zwei Punkten.

## Ergebnis
Vier Laufwettbewerbe einschließlich der Staffel gingen an die bundesdeutschen Sportlerinnen, zwei davon mit Doppelerfolgen. Die Tschechoslowakei konnte ein Rennen ohne Doppelerfolg für sich verbuchen. Auch in den technischen Disziplinen war die Bundesrepublik Deutschland stärker. Hier gab es drei Erfolge für die Bundesrepublik, zwei Mal mit den Rängen eins und zwei. Die tschechoslowakischen Athletinnen gewannen zwei Technikwettbewerbe, einen davon als Doppelerfolg. So endete die Veranstaltung auch in diesem Jahr mit einem bundesdeutschen Sieg, das Resultat lautete 63 zu 43 Punkte.

## Resultate

### 100 m
| Platz | Athletin          | Land | Zeit (s) |
| ----- | ----------------- | ---- | -------- |
| 1     | Brunhilde Hendrix | FRG  | 12,2     |
| 2     | Edeltraud Eiberle | FRG  | 12,3     |
| 3     | Vera Svajgrová    | CSK  | 12,6     |
| 4     | Vera Vodičková    | CSK  | 12,7     |

### 200 m
| Platz | Athletin        | Land | Zeit (s) |
| ----- | --------------- | ---- | -------- |
| 1     | Inge Fuhrmann   | FRG  | 25,0     |
| 2     | Vera Vodičková  | CSK  | 25,4     |
| 3     | Maria Jeibmann  | FRG  | 25,7     |
| 4     | Truda Prokopová | CSK  | 25,8     |

### 800 m
| Platz | Athletin           | Land | Zeit (min) |
| ----- | ------------------ | ---- | ---------- |
| 1     | Bedriska Müllerová | CSK  | 2:11,5     |
| 2     | Ariane Döser       | FRG  | 2:13,4     |
| 3     | Edith Schiller     | FRG  | 2:14,6     |
| 4     | Dana Šafránková    | CSK  | 2:16,5     |

### 80 m Hürden
| Platz | Athletin              | Land | Zeit (s) |
| ----- | --------------------- | ---- | -------- |
| 1     | Edeltraud Eiberle     | FRG  | 11,2     |
| 2     | Anneliese Seonbuchner | FRG  | 11,4     |
| 3     | Miroslava Trkalová    | CSK  | 11,5     |
| 4     | Anna Zabrsová         | CSK  | 11,8     |

### 4 × 100 m Staffel
| Platz | Besetzung        | Land                                                           | Zeit (s) |
| ----- | ---------------- | -------------------------------------------------------------- | -------- |
| 1     | BR Deutschland   | Jutta Klinge Edeltraud Eiberle Brunhilde Hendrix Inge Fuhrmann | 46,6     |
| 2     | Tschechoslowakei | Hana Kovaříková Vera Vodičková Vera Svajgrová Truda Prokopová  | 48,8     |

### Hochsprung
| Platz | Athletin           | Land | Höhe (m) |
| ----- | ------------------ | ---- | -------- |
| 1     | Marlene Mathei     | FRG  | 1,63     |
| 2     | Olga Davidová      | CSK  | 1,60     |
| 3     | Inge Kilian        | FRG  | 1,57     |
| 4     | Dagmar Pavlousková | CSK  | 1,54     |

### Weitsprung
| Platz | Athletin              | Land | Weite (m) |
| ----- | --------------------- | ---- | --------- |
| 1     | Helga Hoffmann        | FRG  | 5,98      |
| 2     | Anneliese Seonbuchner | FRG  | 5,83      |
| 3     | Zlata Rozkosná        | CSK  | 5,71      |
| 4     | Hana Kovaříková       | CSK  | 5,41      |

### Kugelstoßen
| Platz | Athletin        | Land | Weite (m) |
| ----- | --------------- | ---- | --------- |
| 1     | Marianne Werner | FRG  | 15,27     |
| 2     | Mathilde Hartl  | FRG  | 14,40     |
| 3     | Vera Zapadlová  | CSK  | 14,12     |
| 4     | Adéla Tislerova | CSK  | 13,40     |

### Diskuswurf
| Platz | Athletin              | Land | Weite (m) |
| ----- | --------------------- | ---- | --------- |
| 1     | Štěpánka Mertová      | CSK  | 51,58     |
| 2     | Marie Šimánková       | CSK  | 47,47     |
| 3     | Anne-Chatrine Lafrenz | FRG  | 47,35     |
| 4     | Gudrun Kapolke        | FRG  | 43,40     |

### Speerwurf
| Platz | Athletin          | Land | Weite (m) |
| ----- | ----------------- | ---- | --------- |
| 1     | Dana Zátopková    | CSK  | 53,42     |
| 2     | Almut Brömmel     | FRG  | 53,27     |
| 3     | Vlasta Pešková    | CSK  | 49,25     |
| 4     | Renate Dannenfeld | FRG  | 48,11     |